# 華北製藥(河北)神草
華北製藥(河北)神草有限公司，屬於華北製藥旗下公司，2005年成立，主要生產及研發天然药物的重大新产品、新技术研究开发、生产工作，特别是高新技术的天然药品，保健品，原料药等產品。
而母公司曾和中國製藥母公司石家莊製藥集團合併，但已告吹，原因為是受到文化和效益問題。2009年6月被前稱金牛能源的冀中能源股份收購，成為旗下公司。  

## 外部連結
- 華北製藥(河北)神草有限公司 （页面存档备份，存于）